# 京都殺人案内
『京都殺人案内』（きょうとさつじんあんない）は、和久峻三の推理小説『京都殺人案内シリーズ』を原作とし、その推理小説に登場する音川音次郎を主人公に据えた実写映像化作品シリーズ。

## 藤田まこと版
1979年から2010年までテレビ朝日系「土曜ワイド劇場」で放送された刑事ドラマシリーズ。全32回。制作は朝日放送（ABC、現・朝日放送テレビ〈ABC TV〉）と松竹（京都映画撮影所、現・松竹撮影所）。主演は藤田まこと。
第1作は山村美紗の原作で、藤田が狩矢警部を演じた（だが原作はキャサリンシリーズの「花の棺」）。
第2作からは和久峻三原作のドラマシリーズで京都市内で起こった難解な殺人事件を京都府警察本部捜査一課係長・音川音次郎警部補が解決するというものである。
藤田の死去に伴い、第32作で終了となった。

### ドラマの内容
主に京都市内の名所で起こった難解な殺人事件を音川音次郎が解決していくものであるが、その容疑者はおおむね芸術家や学者、実業家といった、京都の財界や政界に有力なコネを持つ社会的な地位の高い人物であり、音川は容疑者の警察上層部を通じての圧力を排しながら、地道な捜査をもとに事件を解決していく。
また、容疑者は行動範囲が広いことが多く、音川は日本全国を巡って容疑者および事件に関する捜査を行う。そのため京都府警の管轄地域内で事件が解決したことはなく、音川は上司の秋山虎五郎課長から毎回、
「音やん、おまはん、たまには京都の事件は京都で片付けなはれ。どんだけ出張したら気ぃ済むんや。」
「行財政改革の折、無駄使いは許されまへんのやわ」
などと小言を喰らいながらも、出張先の名産を土産に持ち帰ることを条件に出張の許可を貰い、捜査を行ってゆく。ちなみに、土産に関しては、秋山の期待したもの（例：北海道ならば蟹）を音川が持ち帰ることはなく、秋山はほぼ毎回予想外の土産（例：沖縄県ならブタのお面、石川県なら絵ろうそく）に腰を抜かしているが、音川の説明に納得して、これを嘉納している。この一連のやり取りは一種の名物と化している。
平安神宮や大覚寺、琵琶湖疏水、祇園、鴨川、嵐山、上賀茂など京都市内にある観光名所でもロケを行い、セット撮影では再現の難しい歴史の古い古都ならではの佇まいを美しい映像でドラマの背景として織り込んでいるのが映像面での特徴。そして、ドラマのエンディングは、クロード・チアリ演奏の『夜霧のシルエット』の、せつないギターの音色が哀しさを盛り上げ、無常感を引き締めていく（1996年7月から「土曜ワイド劇場」固定のエンディングテーマソングが登場した関係で2000年の第23作からすべて流れず、エンドロール時に切り替わってしまう）。

### キャスト
狩矢荘助
演 - 藤田まこと（第1作）
京都府警捜査一課 係長。階級は警部。
音川音次郎
演 - 藤田まこと（第2作 - 第32作）
京都府警捜査一課 係長。第2作は、上京警察署捜査一課係長(秋山課長ほかレギュラーメンバーも所属)階級は警部補 → 警部。
叩き上げの刑事。秋山課長からは「音やん」と呼ばれる。
音川洋子
演 - 初代・小林かおり（第2作 - 第5作）、二代・荒木由美子（第6作）、三代・萬田久子（第8作 - 第32作）
音川の娘。
秋山虎五郎（1985年3月23日放送、シリーズ第10話『からたちの花は死んだよ』では、 "秋山啓介" とある）
演 - 遠藤太津朗（第2作 - 第32作）
京都府警捜査一課長。階級は警部 → 警視。

### スタッフ
- 原作 - 山村美紗「花の棺」（光文社）（第1作）、和久峻三（第2作 - 第32作）
- 脚本 - 保利吉紀、吉田剛、田上雄、田村惠、土屋保文、佐藤茂、平林幸恵、國弘威雄（第1作）
- 音楽 - 柳ジョージ（第1作）、クロード・チアリ（第2作 - 第32作）、クリスチャン・チアリ
- 監督 - 山根成之、松尾昭典、田中徳三、松野宏軌、工藤栄一、八木美津雄、前田陽一、水川淳三、原田雄一、岡屋龍一
- ギター演奏曲 - 「夜霧のシルエット」
- プロデューサー - 山内久司、奥田哲雄（朝日放送）、西村大介、依田正和、辰野悦央、東浦陸夫、柴田聡（朝日放送）、森山浩一（朝日放送）・櫻井洋三（松竹）、桜林甫、武田功（松竹）、嶋村希保、齋藤立太（松竹）
- 制作 - 朝日放送、松竹

### 放送日程
- 第32作は、当初『天才刑事・野呂盆六5』を放映する予定だったが、藤田の急逝を受けて急遽本作を優先して放映されることになった。
- 第22作まではフィルム撮影、第23作から第27作まではVTR撮影、第28作以降はハイビジョン撮影。
- 第32作が藤田の遺作となる。

| 話数 | 放送日         | サブタイトル | 原作・原案                    | 出張先                   | 課長への土産                                             | 脚本     | 監督       | 視聴率 |
| ---- | -------------- | --- | ----------------------------- | ------------------------ | -------------------------------------------------------- | -------- | ---------- | ------ |
| 1    | 1979年04月21日 | 花の棺 | 山村美紗 『花の棺』           | 北海道札幌市             |                                                          | 國弘威雄 | 工藤栄一   | 18.2%  |
| 2    | 1980年02月02日 | 呪われた婚約 |                               |                          |                                                          | 保利吉紀 | 山根成之   | 20.5%  |
| 3    | 6月21日        | 嫁ぎ先の謎 | 和久峻三 『悪人のごとく葬れ』 | 長崎県長崎市、福岡県博多 |                                                          | 保利吉紀 | 松尾昭典   | 22.4%  |
| 4    | 1981年01月24日 | 亡き妻に捧げる犯人 | 和久峻三 『盗まれた一族』     | 広島県尾道市             |                                                          | 保利吉紀 | 田中徳三   | 23.4%  |
| 5    | 5月23日        | 母恋桜が散った | 和久峻三 『龍馬の遺産』       | 高知県高知市、桂浜       |                                                          | 吉田剛   | 松野宏軌   | 19.5%  |
| 6    | 1982年02月27日 | 男女の水死体はどこから来たか!?                                                                                          | 和久峻三 『血の償い』         | 北海道苫小牧市           |                                                          | 保利吉紀 | 工藤栄一   | 16.0%  |
| 7    | 1983年01月22日 | 麻薬にけがされた修学旅行女子高生                                                                                        |                               | 鹿児島県                 | かるかん                                                 | 保利吉紀 | 八木美津雄 | 19.7%  |
| 8    | 10月22日       | 刑事の娘を襲った悪徳サラ金                                                                                              | 和久峻三 『復讐の時間割』     |                          |                                                          | 保利吉紀 | 前田陽一   | 15.3%  |
| 9    | 1984年03月24日 | 歌謡界の裏を暴け |                               |                          |                                                          | 保利吉紀 | 水川淳三   | 18.7%  |
| 10   | 1985年03月23日 | からたちの花は死んだよ                                                                                                  |                               | 福岡県柳川市             |                                                          | 保利吉紀 | 田中徳三   | 23.5%  |
| 11   | 10月19日       | 美人社長誘拐さる！ |                               | 石川県金沢市             |                                                          | 保利吉紀 | 松尾昭典   | 23.5%  |
| 12   | 1986年04月19日 | 撮影所の女をさぐれ！ |                               | 静岡県伊豆市             |                                                          | 保利吉紀 | 原田雄一   | 19.4%  |
| 13   | 1987年12月12日 | 現代忠臣蔵事件 |                               | 岐阜県                   |                                                          | 田上雄   | 山根成之   | 19.2%  |
| 14   | 1988年04月16日 | 音次郎、女を張り込む |                               | 和歌山県那智勝浦町       |                                                          | 保利吉紀 | 松野宏軌   | 17.6%  |
| 15   | 1989年03月11日 | 音川、完全犯罪に挑む！                                                                                                  |                               |                          |                                                          | 保利吉紀 | 原田雄一   | 21.7%  |
| 16   | 1990年04月21日 | 復讐の逆転法廷 |                               | 島根県松江市             |                                                          | 保利吉紀 | 岡屋龍一   | 22.0%  |
| 17   | 1991年03月16日 | 美人画商の黒いワナ |                               | 三重県鳥羽市             |                                                          | 保利吉紀 | 岡屋龍一   | 21.7%  |
| 18   | 1992年03月21日 | 20時18分の死神!? 花嫁の父 音川 美貌の未亡人と対決！                                                                     | 和久峻三 『20時18分の死神』   |                          |                                                          | 保利吉紀 | 岡屋龍一   | 20.7%  |
| 19   | 1993年03月20日 | みちのく泣き地蔵の秘密 雨ニモマケズ 風ニモマケズ…                                                                       |                               | 岩手県雫石町 盛岡市      | 地酒                                                     | 保利吉紀 | 岡屋龍一   | 23.0%  |
| 20   | 1994年03月19日 | 雪降る北の港町 小樽の海に泣く女 「なぜ結婚しないの」                                                                    |                               | 北海道小樽市             | ガラスランプ                                             | 保利吉紀 | 岡屋龍一   | 17.2%  |
| 21   | 1995年03月18日 | みちのく母恋吹雪 盗撮された美女と羽黒山・国宝五重塔の謎                                                                 |                               | 山形県                   | 絵ろうそく                                               | 保利吉紀 | 岡屋龍一   | 20.2%  |
| 22   | 1996年04月20日 | 高千穂から消えた美女と夜神楽の謎 阿蘇中岳火口のカメラは見た！                                                           |                               | 宮崎県高千穂町           | 神楽面 (手力雄命)                                        | 保利吉紀 | 岡屋龍一   | 11.8%  |
| 23   | 2000年04月15日 | みちのく津軽 こぎん刺しの女 五所川原ネプタと花嫁の秘密                                                                  |                               |                          | リンゴジュース                                           | 保利吉紀 | 岡屋龍一   | 18.3%  |
| 24   | 2001年04月21日 | 松江・宍道湖 夕陽に消えた殺人者！ 音川刑事が歩く宿命の旅路                                                              |                               | 島根県松江、出雲         | しじみ                                                   | 田村惠   | 岡屋龍一   | 16.2%  |
| 25   | 2002年04月20日 | 根室・納沙布、慟哭の海！ 北限に響くハーモニカ                                                                           |                               | 北海道根室               |                                                          | 田村惠   | 岡屋龍一   | 17.3%  |
| 26   | 2003年02月15日 | 殺しを告げる女！ 16年目の償い                                                                                           | 和久峻三 『25時13分の首縊り』 | 広島県宮島               | しゃもじ （阪神タイガース優勝祈願）                      | 田村惠   | 岡屋龍一   | 17.5%  |
| 27   | 2004年11月27日 | 望郷岡山県頭島 故郷の母に誓う報復の銃弾！                                                                               |                               | 岡山県日生、頭島         | 京都駅の近くで買った500円の湯呑み （備前焼と言って渡す） | 田村惠   | 岡屋龍一   | 15.9%  |
| 28   | 2005年12月17日 | 涙そうそう沖縄 音川刑事の一番長い日！                                                                                   |                               | 沖縄県                   | チラガー                                                 | 佐藤茂   | 岡屋龍一   | 15.1%  |
| 29   | 2006年11月18日 | 北陸能登金剛〜和倉温泉 赤い殺意の炎と美人秘書の秘密                                                                     |                               |                          | 絵蝋燭                                                   | 平林幸恵 | 岡屋龍一   | 12.5%  |
| 30   | 2007年12月15日 | 第30回スペシャル 音川刑事 玄界灘を渡る！ 京都 有田・伊万里 韓国プサン 妻に捧げる1200キロの逃避行！ 想い出が消える前に！ |                               | 佐賀県有田、韓国釜山     |                                                          | 田村惠   | 岡屋龍一   | 12.6%  |
| 31   | 2008年07月19日 | 夢の祇園・花暦の殺意！ だらりの帯が涙に濡れた 幻の舞妓16年目の恩讐の夜!                                                 |                               | 香川県小豆島             |                                                          | 田村惠   | 岡屋龍一   | 15.3%  |
| 32   | 2010年02月27日 | 京友禅に染め込む殺意の紅！ 密会！貴船隠れ宿 鞍馬火祭りの夜に燃えた最後の恋                                              |                               |                          |                                                          | 田上雄   | 岡屋龍一   | 17.5%  |

- 視聴率はビデオリサーチ調べ、関東地区・世帯

### 映像ソフト化
ベストフィールドよりデジタルリマスター版のDVD-BOXが発売。なお、著作権表記は「ABC TV/松竹」となっている。
- 第1巻（第1作、第3作〜第7作収録[4]） - 2021年11月26日発売
- 第2巻（第8作～第13作収録）- 2021年12月24日発売
- 第3巻（第14作～第19作収録） - 2022年1月28日発売
- 第4巻（第20作～第24作収録） - 2022年2月25日発売

## 橋爪功版
藤田まことが2010年に死去した後、長らく制作されなかった本作であったが、フジテレビへ移籍する形で、フジテレビと松竹の制作で『ミステリードラマスペシャル 新 京都殺人案内』と題し、橋爪功が主役の音川音次郎を演じるなど、装いも新たにする形で2018年2月9日に『金曜プレミアム』枠（19:57 - 21:49）で放送された。
2016年に死去した声優、肝付兼太の遺作となった。

### キャスト
京都府警捜査一課 秋山班
- 音川音次郎（係長） - 橋爪功
- 土井賢人（刑事） - 風間俊介
- 山根（刑事） - 加藤大祐
- 加賀（刑事） - 仲野毅
- 秋山五郎（課長） - 平泉成

その他
- 音川洋子（音川とふみの娘） - 本上まなみ
- 須永（消防局調査課課長） - 渡辺梓
- 白浪善治郎（白浪エステイトのオーナー・京都府議会議員） - 勝部演之
- 野々村蓮太郎（七宝焼「野々村」元店主・明雄の父） - 菅野菜保之
- 真里子（カフェの女主人） - 朴璐美
- 巳之吉（上羽朝子を知っているおじいさん） - 肝付兼太
- 大芳（魚屋） - 谷口高史
- 千木良（香川県警 刑事） - 関貴昭
- 倉内（白浪エステイト 営業部長） - 伊庭剛
- 鮎川（古い町家の家主） - 柴田善行
- 中井（所轄刑事） - 美藤吉彦
- こと美（野々村明雄の娘） - 長田莉乃朱
- 京都ホウラク寺の僧 - 大石昭弘
- 郁惠（鮎川の妻） - 園英子
- 八木美術店 店主 - 窪田弘和
- 茜のいとこの女房のはとこ - 泉知奈津
- 溝口浩一郎（本物の溝口浩一郎・病死） - 吉井基師
- 音川ふみ（音川の妻・25年前死亡） - 渋谷めぐみ
- リポーター - 脇谷悠記子
- 五十嵐史郎（不動産ブローカー） - 加納竜
- 上羽朝子（七宝焼「野々村」元住み込み家政婦） - 左時枝
- 茜（音川の知り合い） - 角替和枝
- 溝口浩一郎（シェアハウスの管理人・本名「野々村明雄」） - 野村宏伸（幼少期：稲田都亜）

### スタッフ
- 原作 - 和久峻三
- 脚本 - 佐伯俊道
- 編成企画 - 渡辺恒也
- エンディングテーマ - 菅原紗由理「いつの日も」
- プロデュース - 佐々木淳一（松竹）、嶋村希保（松竹）
- 監督 - 石原興
- 制作 - フジテレビ、松竹株式会社